# Spotswood
Pour l’article homonyme, voir Spotswood (film).
Spotswood est une localité (borough, une banlieue) du comté de Middlesex dans le New Jersey.
La population de la ville s'élevait à 8 257 habitants en 2010.